# Bernard Delfont, Baron Delfont
Bernard Delfont, Baron Delfont Kt (Geburtsname: Boris Winogradsky; * 5. September 1909 in Welykyj Tokmak, Russisches Kaiserreich; † 28. Juli 1994 in London) war ein aus der heutigen Ukraine stammender britischer Unternehmer, Film- und Theaterproduzent, der zwischen 1969 und 1980 Vorstandsvorsitzender und Chief Executive Officer (CEO) von EMI Film and Theatre war und 1976 als Life Peer aufgrund des Life Peerages Act 1958 Mitglied des House of Lords wurde.

## Leben

### Herkunft und künstlerische Laufbahn
Delfont, der als Boris Winogradsky in der heutigen Ukraine geboren wurde, wanderte 1912 mit seinen Eltern und seinen beiden älteren, später ebenfalls in der Unterhaltungsindustrie tätigen Brüdern Louis und Lazarus nach Großbritannien aus, wo sie sich im Londoner East End niederließen. Nachdem er mit zwölf Jahren die Schule verlassen hatte, trat er mit seinem Bruder Louis – der sich unter dem Künstlernamen Lew Grade einen Namen als Charleston-Tänzer gemacht hatte – in Londons Music Halls auf.
Ende der 1920er Jahre führte er eine Tanznummer für die Vermarktung des von John Logie Baird entwickelten mechanischen Fernsehens auf und kam so erstmals in den Kontakt mit der Unterhaltungsindustrie. Zu dieser Zeit änderte er zur Vermeidung von Verwechselungen mit seinem älteren Bruder seinen Namen in Delfont und bildete zusammen mit dem Komiker Hal Monty ein Duo, das unter dem Namen The Delfont Boys auftrat. 1937 trat er im Chiswick Empire letztmals als Tänzer auf und folgte danach seinem Bruder Lew als Künstleragent und Impresario.

### Theatermanager

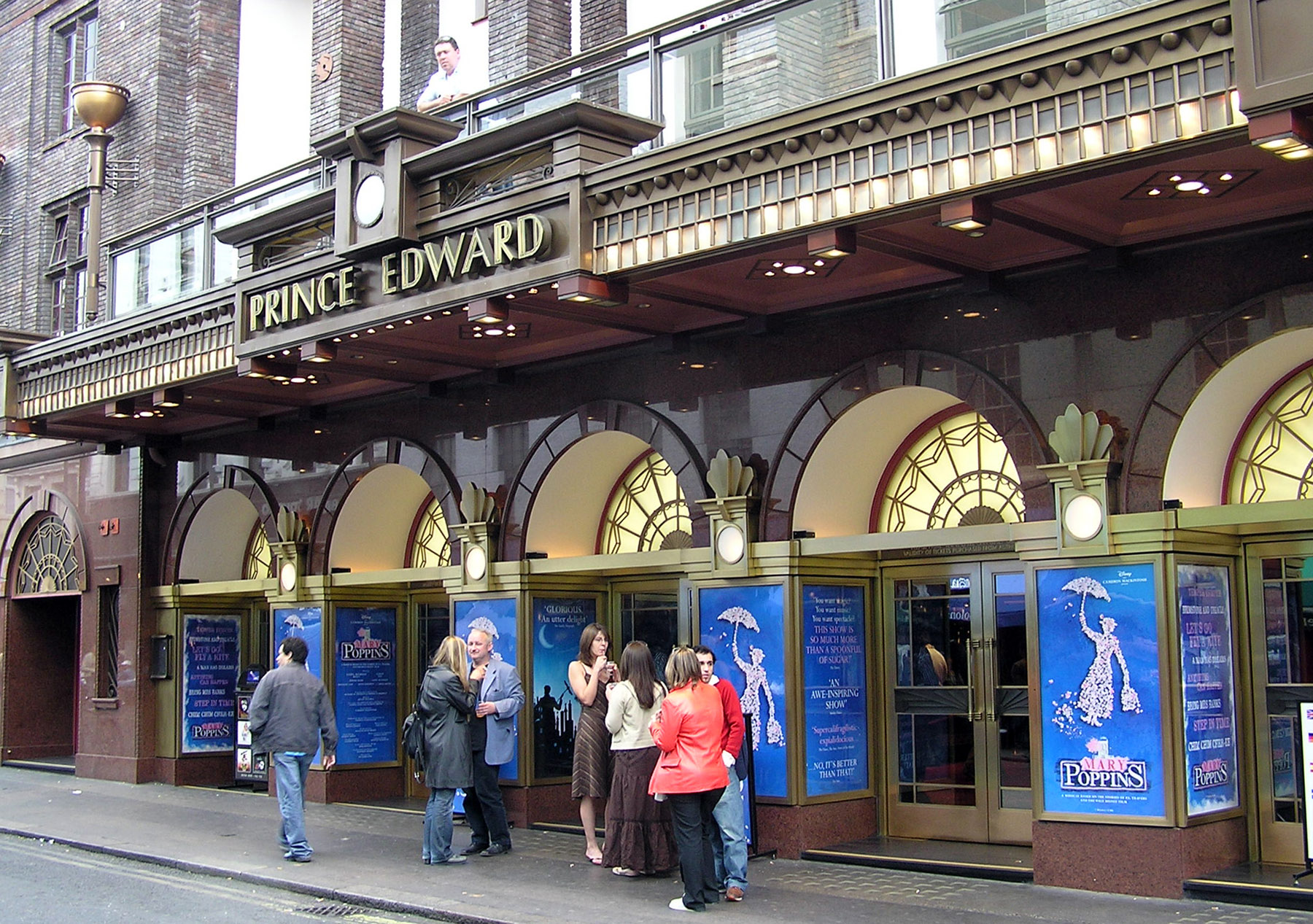
Im London Casino, dem heutigen Prince Edward Theatre, präsentierte Delfont in der Nachkriegszeit zahlreiche Shows mit bekannten Stars

1949 begann Delfont seine Tätigkeit als Theatermanager und erwarb im Lauf der Zeit eine Reihe von Theatern im Londoner West End. Als Eigentümer des London Casino präsentierte er Unterhaltungsshows mit Stars wie Lena Horne, The Ink Spots oder auch Laurel und Hardy. Später arbeitete er mit dem Impresario Val Parnell zusammen, und war aufgrund der kommerziellen Erfolge in der Lage das Prince of Wales Theatre zu mieten sowie zahlreiche seiner Shows im London Palladium aufzuführen.
Seine zweite Erfahrung mit dem Fernsehen machte Delfont, als er am 24. Juni 1950 das Sommer-Varieté im Fernsehprogramm der BBC inszenierte. Die unter dem Namen Carefree ausgestrahlte Show wurde von Richard Afton produziert und musikalisch von Eric Robinson und seinem Orchester begleitet.

### Royal Variety Performanceund weitere Fernsehproduktionen
Wenige Monate nach der Gründung des unabhängigen Fernsehsenders Independent Television (ITV) erschienen dort zwischen 1956 und 1958 unter dem Namen Bernard Delfont Presents Show im Samstagabendprogramm, die von Lew Grades Fernsehsender Associated TeleVision (ATV) produziert wurden. Bald darauf folgten die Musik- und Tanzshow Young and Foolish, die 1956 von Val Parnell und Delfont für ITV produziert wurden. 1959 startete die Bernard Delfont’s Sunday Show, die bis 1962 bei ITV ausgestrahlt wurde und als Ergänzung zu der im London Palladium aufgeführten Parnell’s Sunday Night gedacht war. Zu den Künstler jenes Programms zählten Sänger wie Adam Faith und Tommy Steele, aber auch eine vom Chipperfield’s Circus präsentierte Gruppe von Königstigern.
Am 22. Mai 1960 wurde die Royal Variety Performance von Delfont für ITV erstmals für das Fernsehen produziert. Zuvor wurde auf eine Fernsehübertragung dieser 1912 erstmals und seit 1958 von ihm inszenierten Show verzichtet, da sinkende Besucherzahlen in den klassischen Varietétheatern befürchtet wurden. In der zweieinhalbstündigen Show unter der Regie von Jack Hylton traten neben den Comedian Harry Worth, Charlie Drake und Benny Hill, Popsänger Cliff Richard und Adam Faith sowie Schauspieler Robert Horton mehr als 60 weitere Entertainer auf.
In der zweiten, am 12. November 1961 im ITV ausgestrahlten und von Delfont produzierten Royal Variety Performance wirkten Maurice Chevalier, Jack Benny, George Burns und Sammy Davis junior sowie zahlreiche weitere internationale Künstler mit. In den folgenden Jahren wechselte die Produktion der Royal Variety Performance zwischen BBC sowie ITV und wurde jeweils eines der wichtigsten Höhepunkte im Fernsehen.
Delfont war auch maßgeblich an der ersten Fernsehserie der beiden Komiker Eric Morecambe und Ernie Wise beteiligt, die zwischen 1961 und 1968 als The Morecambe and Wise Show bei ITV ausgestrahlt und überwiegend von Sid Green und Dick Hills geschrieben wurde.

### EMI-Vorsitzender und Oberhausmitglied
In den 1960er Jahren wurde er zum führenden Theaterimpresario Großbritanniens, während sein Bruder Lew Grade eine der mächtigsten Persönlichkeiten im britischen Fernsehen und sein Bruder Leslie Grade die größte Künstleragentur des Landes betrieb, so dass die drei Brüder den größten Einfluss auf das britische Showbusiness jener Zeit hatten.
1969 übernahm er die Funktion als Vorstandsvorsitzender und Chief Executive Officer (CEO) von EMI Film and Theatre und bekleidete diese bis 1980.
Delfont, der mit der Theaterschauspielerin Carole Lynne verheiratet war und am 5. April 1974 zum Knight Bachelor geschlagen wurde und seither den Namenszusatz „Sir“ führte, wurde insbesondere für seine Verdienste für die Attlee Memorial Foundation durch ein Letters Patent vom 29. Juni 1976 als Life Peer mit dem Titel Baron Delfont, of Stepney in Greater London, in den Adelsstand erhoben und gehörte bis zu seinem Tod dem House of Lords als Mitglied an.
Daneben fungierte er zwischen 1981 und 1982 zunächst als Vorstandsvorsitzender und CEO des Unternehmens THF Leisure sowie danach von 1983 bis 1992 als Vorstandsvorsitzender und CEO der First Leisure Corporation. Er war ferner Präsident des Variety Club of Great Britain, Präsident auf Lebenszeit des Enternment Artists Benevolent Fund sowie zuletzt zwischen 1983 und 1991 Präsident des Entertainment Charities Fund.